# Inoue Tetsujirō
Inoue Tetsujirō (井上 哲次郎); 1er février 1856 à Dazaifu - 9 novembre 1944 à Koishikawa (Tokyo) est un philosophe japonais.

## Biographie
Inoue étudie la philosophie à l'université de Tokyo où il occupe un poste de professeur adjoint à partir de 1882. La même année, il publie l'anthologie de poésie Shintaishishō (« Sélection de versets sur de nouveaux modèles ») et devient un pionnier du mouvement Shintaishi. Dans le même temps, il encourage la recherche sur la poésie occidentale. De 1884 à 1890, il étudie l'idéalisme allemand à Heidelberg et Leipzig. De retour au Japon, Inoue tient des conférences sur divers courants philosophiques jusqu'à sa retraite en 1923.

## Philosophie
Inoue s'oppose au christianisme qu'il tient pour incompatible avec la culture japonaise et le caractère national japonais, ce qu'il exprime en particulier dans la brochure Teishitsu to shūkyō no kankei 1890. Un an plus tard est publié son principal ouvrage politique, Kokka to Yaso-kyō to no shōtotsu (« Le conflit entre la nation et le christianisme »).
Au lieu de cela, il fait campagne pour la préservation des valeurs traditionnelles japonaises. Ainsi, ses études sont consacrées principalement au confucianisme japonais de l'ère moderne. Inoue a écrit à ce sujet une trilogie, encore aujourd'hui considérée comme l'ouvrage de référence. Il est aussi l'un des promoteurs d'un nationalisme spécifiquement japonais appelé Nihonshugi (日本主義). Avec Takatarō Kimura, il fonde la Société du Grand Japon (大日本協会) en mai 1897. Ils défendent un nationalisme japonais qui juge les valeurs et idéaux étrangers comme inférieurs et dangereux, qui promeut la supériorité japonaise, et qui s'oppose aux nationalistes chrétiens (en particulier Uchimura Kanzō) lesquels critiquent la nature shintoiste de l'État japonais et le rôle de l'empereur,.
Inoue, qui jouit d'un grand prestige dans le monde académique, est rédacteur en chef de revues importantes comme Arts et sciences de l'Orient et Lumière de l'Extrême-Orient.

## Ouvrages
1. Nippon Yōmei Gakuha no tetsugaku (日本陽明学派の哲学) - Philosophie de l'école japonaise [Wang]-Yang-ming (1900).
2. Nippon Ko Gakuha no tetsugaku (日本古学派の哲学) - Philosophie de l'ancienne école japonaise (1902).
3. Nippon Shushi Gakuha no tetsugaku (日本朱子学派の哲学) - Philosophie de l'école japonaise Chu-Hsi (1905).
4. Les Sectes bouddhiques japonaises, E.Steinilber-Oberlin, K. Matsuo, Paris 1930, pp. 293/4